# Dákiní

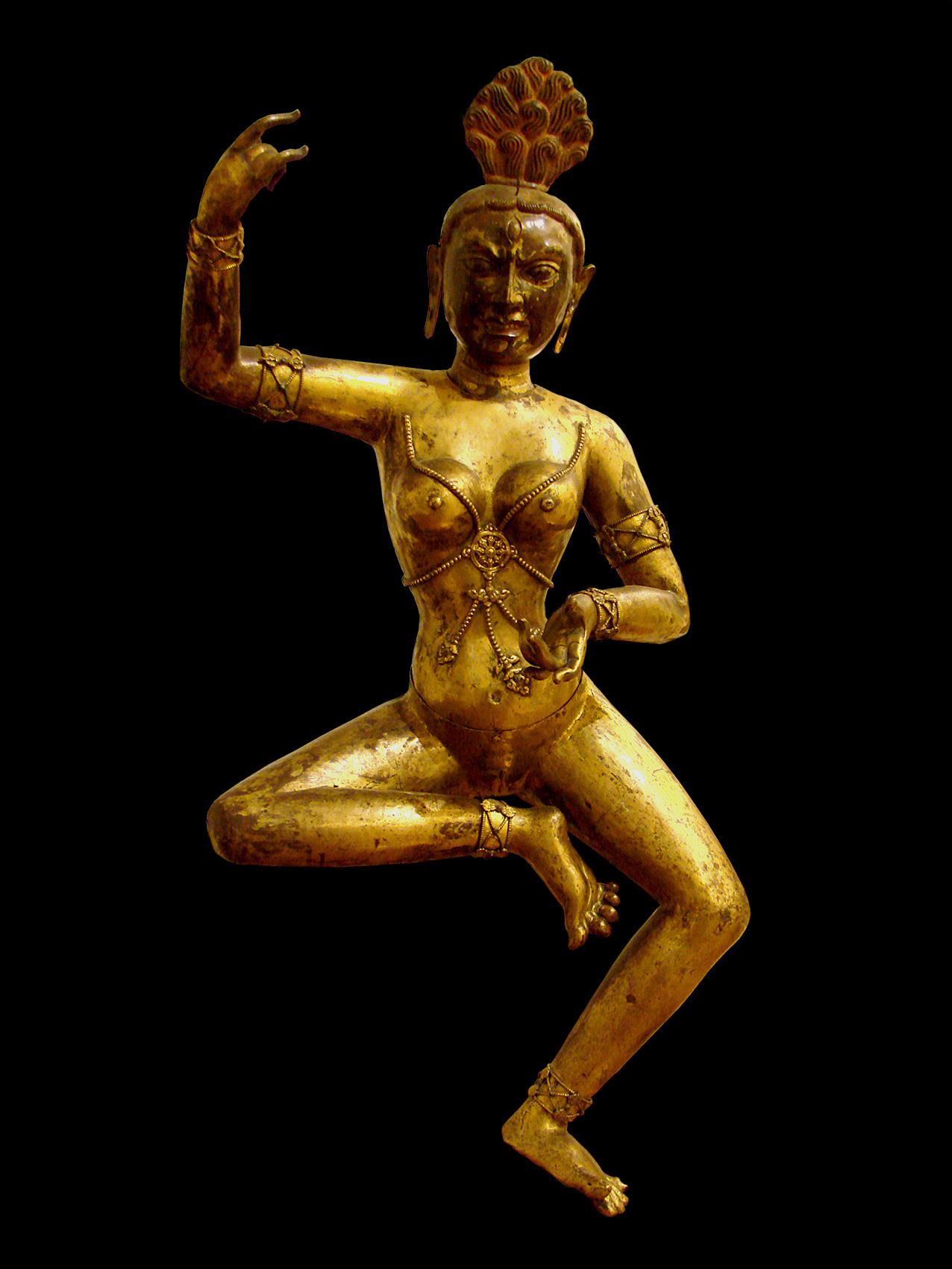
Soška tančící dákyně, 18. století, muzeum Guimet v Paříži

Dákyně [tib. khando; skt. dákiní] je v buddhismu vadžrajány ženský energetický princip spojený s vědomostmi, inteligencí a moudrostí.
Dákyně patří mezi meditační aspekty tzv. jidamy, které praktikující buddhisti při svých meditacích zpřítomňují. Nejlépe se dají popsat jako ženské zosobnění osvícené energie a meditace na dákyně slouží k rozpoznání podstaty mysli – osvícení.
V tibetštině se dákyně překládá jako khandro, nebo khandroma, což znamená "ta, která kráčí nebem" nebo "ta, která se pohybuje v prostoru". Někdy je také tento termín poeticky překládaný jako "tanečnice na nebi" nebo "chodkyně po nebi".
Bývá zobrazovaná jako mladá, nahá postava v taneční pozici, často drží v jedné ruce misku z lebky (kapala), naplněnou nektarem moudrosti a v druhé ruce zakřivený nůž (kartika), kterým odsekává všechny překážky na cestě meditujících. Některé její formy mají kolem krku náhrdelník z uřezaných hlav jako symbol odstranění všech neuróz a do slunečního disku pod sebou zašlapávají různé slabosti a rušivé emoce. Její výraz představuje kompletní překonání ega a nevědomosti.